# Macrocondyla flavopilosa
Macrocondyla flavopilosa är en tvåvingeart som beskrevs av Hall 1976. Macrocondyla flavopilosa ingår i släktet Macrocondyla och familjen svävflugor. Inga underarter finns listade i Catalogue of Life.